# Bruno Ardigò
Il commissario Bruno Ardigò è un personaggio immaginario della narrativa italiana, ideato dallo scrittore milanese Fabrizio Carcano. Ardigò è un commissario della Polizia di Stato, a capo della sezione "Omicidi e reati contro la persona" della Questura di Milano.
Il personaggio compare per la prima volta nel romanzo noir Gli angeli di Lucifero, opera d'esordio di Carcano, e ricorre in tutti i successivi romanzi dell'autore, ad eccezione de Il mostro di Milano. La serie comprende undici episodi ambientati a Milano, con trame incentrate su casi di omicidio legati a contesti esoterici, religiosi o legati a sette sataniche.

## Caratterizzazione del personaggio
Bruno Ardigò è descritto come un commissario solitario e tormentato. Nato nel 1973 in Valtellina, si trasferisce fin da bambino a Milano, città nella quale cresce e alla cui mentalità si adatta, acquisendone modi e comportamenti tipici.
Nei romanzi in cui compare, Ardigò viene delineato come un uomo misantropo, con difficoltà a instaurare relazioni affettive durature. È tuttavia coinvolto in diverse relazioni sentimentali complesse, in particolare con Miriam, una escort d'alto bordo, figura ricorrente nella serie.
A partire dal secondo romanzo, La tela dell'eretico, è accompagnato da un cane meticcio di nome Frog, che lo affianca in tutte le successive indagini. L'autore lo rappresenta come un personaggio segnato da un senso di dannazione e da un'inquietudine esistenziale di origine non esplicitata. Tali tratti si riflettono nel suo approccio investigativo, che lo porta a vivere ogni caso come una sfida personale nei confronti degli assassini, tanto da essere soprannominato, nei romanzi più recenti, "il cacciatore di assassini".
Dal punto di vista fisico e comportamentale, Ardigò è solitamente vestito con completo scuro e scarpe Clarck nere; fuma due pacchetti di sigarette al giorno, è un appassionato sostenitore dell'Olimpia Milano e predilige i fast food. Tra le sue abitudini quotidiane vi sono la corsa lungo il tratto di circonvallazione est compreso tra piazza Piola e piazzale Cuoco, e il nuoto presso la piscina pubblica di piazzale Bacone.
Nelle sue indagini, spesso incentrate su delitti legati a contesti esoterici, religiosi o occultistici, Ardigò è affiancato da figure specializzate – tra cui studiosi, inquisitori o religiosi – che lo supportano nella decifrazione di simboli e indizi lasciati dagli assassini.

## Romanzi e racconti
I romanzi e racconti nei quali è apparso sono i seguenti:
- Gli angeli di Lucifero, Mursia, 2011 ISBN 9788842546894
- La tela dell'Eretico, Mursia, 2012 ISBN 978-88-42549-89-5
- Mala tempora, Mursia, 2014 ISBN 978-88-42553-58-8
- Ultimo grado, Mursia, 2014 ISBN 978-88-42555-02-5
- L'erba cattiva, Mursia, 2015 ISBN 978-88-42556-17-6
- Una brutta storia, Mursia, 2016 ISBN 978-88-42555-81-0
- In nome del male, Mursia, 2018 ISBN 978-88-42559-80-1
- Il Codice di Giuda, Mursia, 2018 ISBN 978-88-42560-12-8
- Milano assassina, Mursia, 2019 ISBN 978-88-42561-02-6
- Nemesi Nera, Mursia, 2019 ISBN 978-88-42561-64-4
- Il Cacciatore di Caino, Mursia, 2020 ISBN 978-88-42562-31-3
- La Quinta Carta, Mursia, 2023 ISBN 978-8842567134